# La Rose blanche (film, 1933)
Pour les articles homonymes, voir La Rose blanche (film).
Pour plus de détails, voir Fiche technique et Distribution.
La Rose blanche (arabe : الوردة البيضاء, Al Wardah al baydâ) est un film égyptien réalisé en 1933 par Mohammed Karim.

## Historique
Mohammed Karim, auteur du film muet Zeinab (1930), réalise le premier film sonore qui a imposé la comédie musicale comme genre de prédilection du cinéma égyptien.

## Fiche technique
- Titre français : La Rose blanche[1]
- Titre original : الوردة البيضاء, Al Wardah al baydâ
- Réalisation : Mohammed Karim
- Image : Achille Primavera

## Distribution
- Mohammed Abdel Wahab
- Dawlad Abiad
- Samira Khouloussi
- Suleiman Naguib